# SC Heerenveen
SC Heerenveen este un club de fotbal din Țările de Jos, care evoluează în Eredivisie. A câștigat în 2009 Cupa KNVB.

## Palmares
- Campioană națională (0):

Vicecampioană (1): 1999–2000
- Cupa KNVB (1): 2009

Finalistă (2): 1992–93, 1996–97
- Eerste Divisie

Câștigătoarea play-off-ului (2): 1989-90, 1992-93
Finalistă (1): 1980-81
- Tweede Divisie (1): 1969–70

Câștigătoarea play-off-ului (1): 1959-60

## Jucători notabili
| - Milan Blagojevic - Raphael Bove - Thomas Prager - Afonso Alves - Ivan Tsvetkov - Rob Friend - Will Johnson - Cecilio Lopes - Danijel Pranjić - Michal Papadopulos - Michal Švec - Kristian Bak Nielsen - Daniel Jensen - Allan K. Jepsen - Hjalte Nørregaard - Marc Nygaard - Jakob Poulsen - Lasse Schöne - Ole Tobiasen - Jon Dahl Tomasson - Sergei Mošnikov - Hannu Haarala - Mika Nurmela | - Juska Savolainen - Niklas Tarvajärvi - Mika Väyrynen - Matthew Amoah - Georgios Samaras - Lesly Fellinga - Arnór Smárason - Alfred Finnbogason - Reza Ghoochannejhad - Bonaventure Kalou - Mile Krstev - Goran Popov - Oussama Assaidi - Ali Elkhattabi - Abdelkarim Kissi - Khalid Sinouh - Mario Been - Roy Beerens - Paul Bosvelt - Arnold Bruggink - Jerry de Jong - Romano Denneboom - Bas Dost | - Klaas-Jan Huntelaar - Daryl Janmaat - Kees Kist - Martin Koeman - Abe Lenstra - Hennie Meijer - Luciano Narsingh - Victor Sikora - Jeffrey Talan - Henk Timmer - René van der Gijp - Ruud van Nistelrooy - Uğur Yıldırım - Emmanuel Ebiede - Henry Onwuzuruike - Daniel Berg Hestad - Tarik Elyounoussi - Christian Grindheim - Thomas Holm - Radosław Matusiak - Arkadiusz Radomski | - Tomasz Rząsa - Ioan Andone - Rodion Cămătaru - Florin Constantinovici - Dumitru Mitriță - Igor Korneev - Filip Đuričić - Igor Đurić - Miralem Sulejmani - Hans Vonk - Marcus Allbäck - Erik Edman - Viktor Elm - Petter Hansson - Lasse Nilsson - Stefan Selaković - Michael Bradley - Robbie Rogers - Radoslav Samardžić - Marco Pappa |

## Antrenori
| - 1920–30: oficial fără antrenor - Sjoerd van Zuylen (1930–32) - Sid Castle (1932) - Otto Pinter (1932–33) - Dirk Steenbergen (1934) - Theo Eikenaar (1934–36) - Sid Castle (1936–38) - Piet Smit (1938–39) - Anton Dalhuysen (1939–45) - Otto Bonsema (1945) - Abe Lenstra (1946–47) - Piet van der Munnik (1947–51) - Bob Kelly (1951–55) - Volgert Ris (1955–58) - Siem Plooijer (1958–61) - Arie de Vroet (1961–63) - Evert Mur (1963–65) - Laszlo Zalai (1965–66) - Ron Groenewoud (1966–67) - Evert Teunissen (1967–69) - Bas Paauwe Jr. (1969–71) - Meg de Jongh (1971–73) - Laszlo Zalai (1973–78) - Jan Teunissen (1978–80) - Hylke Kerkstra (int) (1980) - Henk van Brussel (1980–85) | - Foppe de Haan (1985–88) - Ted Immers (1988–89) - Ab Gritter (1989–90) - Fritz Korbach (1 iulie 1990–30 iunie 1992) - Foppe de Haan (18 octombrie 1992–30 iunie 2004) - Gertjan Verbeek (1 iulie 2004–30 iunie 2008) - Trond Sollied (1 iulie 2008–30 august 2009) - Jan de Jonge (30 august 2009–3 februarie 2010) - Jan Everse (int.) (5 februarie 2010–30 iunie 2010) - Ron Jans (1 iulie 2010–30 iunie 2012) - Marco van Basten (1 iulie 2012–30 iunie 2014) - Dwight Lodeweges (1 iulie 2014–20 octombrie 2015) - Foppe de Haan (int.) (20 octombrie 2015–30 iunie 2016) - Jurgen Streppel (1 iulie 2016–30 iunie 2018) - Jan Olde Riekerink (1 iulie 2018–10 aprilie 2019) - Johnny Jansen (10 aprilie 2019–24 ianuarie 2022) - Ole Tobiasen (int.) (4 februarie 2022–30 iunie 2022) - Kees van Wonderen (1 iulie 2022–17 mai 2024) - Robin van Persie (17 mai 2024–) |  |

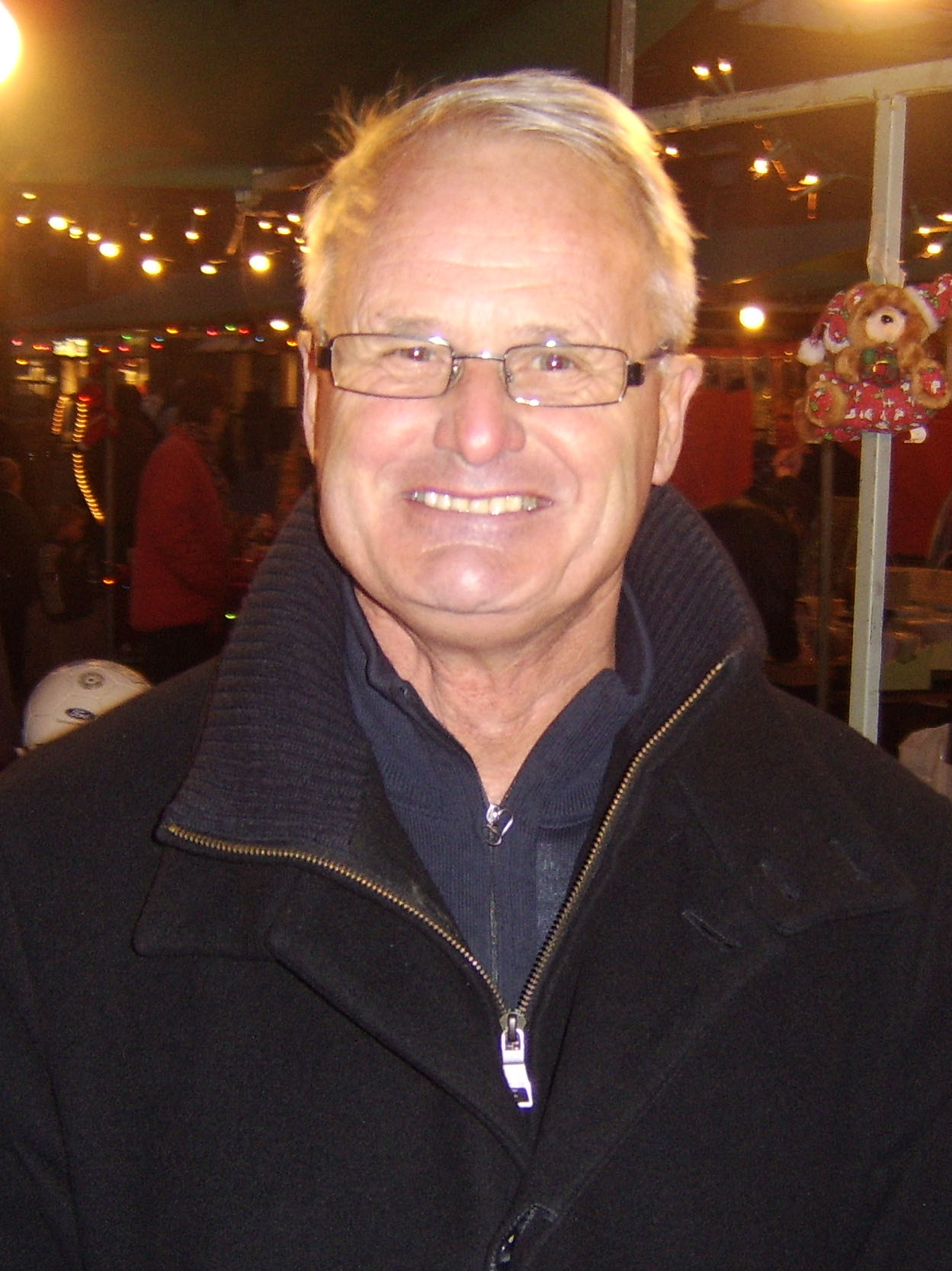
Foppe de Haan – antrenor al echipei între anii 1992–2004 și începând cu 2015 (interimar).